# Hebius popei
Hebius popei (вуж Поупа) — вид змій родини полозових (Colubridae). Мешкає в Китаї і В'єтнамі. Вид названий на честь американського герпетолога Кліффорда Поупа.

## Поширення і екологія
Вужі Поупа мешкають на півдні Китаю, в провінціях Юньнань, Хунань, Гуйчжоу, Гуансі і Гуандун, а також на острові Хайнань та на півночі В'єтнаму. Вони живуть у вологих тропічних лісах, на берегах струмків, трапляються на рисових полях. Зустрічаються на висоті від 281 до 900 м над рівнем моря. Живляться жабами, відкладають яйця.